# Cricqueville-en-Auge
Cricqueville-en-Auge – miejscowość i gmina we Francji, w regionie Normandia, w departamencie Calvados.
Według danych na rok 1990 gminę zamieszkiwało 125 osób, a gęstość zaludnienia wynosiła 18 osób/km² (wśród 1815 gmin Dolnej Normandii Cricqueville-en-Auge plasuje się na 761. miejscu pod względem liczby ludności, natomiast pod względem powierzchni na miejscu 721.).